# IC 591
IC 591 ist eine Balken-Spiralgalaxie vom Hubble-Typ SBbc im Sternbild Löwe an der Ekliptik. Sie ist schätzungsweise 121 Millionen Lichtjahre von der Milchstraße entfernt und hat einen Durchmesser von etwa 35.000 Lichtjahren.
Das Objekt wurde am 8. Februar 1878 von dem US-amerikanischen Astronomen David Peck Todd entdeckt.